# 인간-기계 시스템
인간-기계 시스템(human-machine system), 맨-머신 시스템(man-machine system)은 인간 조작자와 기계의 기능들이 연동되는 시스템이다. 이 용어는 외부 환경과 소통하는 단일 개체로서의 시스템과 같은 뷰를 강조하기 위해 사용될 수도 있다.
인간 기계 시스템 공학은 인간-컴퓨터 상호작용, 또 부분적으로 자동화된(비행기 비행 등) 복잡하고 동적인 컨트롤 시스템에 초점을 둔  사회기술적 공학과 같은 잘 알려진 분야와는 차이가 있다. 자연 또는 고충실도 시뮬레이션 환경에서의 인간의 문제 해결을 연구하기도 한다.

## 예시
박쥐의 초음파 레이다의 원리는 맹인의 지팡이를 대신할 고성능의 전자장치의 제작에도 응용되어 가고 있다. 그러한 전자지팡이 뿐만이 아니라 맹인의 나무로 된 지팡이 그 자체도 실은 맹인의 신체와의 사이에 일종의 맨 머신 시스템(인간·기계결합계)을 형성하는 기계이며, 지팡이로부터의 소리나 반동이 귀나 손을 통해서 맹인에게 정보를 보내고 맹인은 그 정보에 따라서 발이나 손의 다음 행동을 결정해 가는 것이다. 모든 오토메이션 장치도 근본을 추구해 보면 단순한 자동장치가 아니라 인간과의 사이에 맨 머신 시스템을 형성해서 작용하는 장치라는 것을 알 수 있다.사이버네틱스의 탄생 자체도 어느 의미에서는 맨 머신 시스템에 주목한 데에서 출발했다. 특히 위너는 제2차 세계대전 초기에 고사포의 조준문제를 다루어 적기(敵機)의 행동을 최대한으로 예측하기 위해서는 적기를 조종하고 있는 인간의 행동능력의 한계나 습성까지도 고려할 필요가 있다는 사실을 깨닫게 되어 이것이 그의 사이버네틱스 구상의 중요한 동인(動因)이 되었다. 산업(産業)에 있어서도 오토메이션 이전의 기계화 시대에 이미 맨 머신 시스템이라는 것이 어느 정도 주목됐다. 예컨대 벨트 콘베이어를 사용한 매스 플로우 방식의 발달 속에서 벨트 콘베이어 작업선상(作業線上)의 공원(工員)에게 어떤 동작을 시키는 것이 능률적인가를 발견하기 위해서 동작의 형(型)과 그에 소요되는 시간과의 관계의 연구가 행하여졌다.맨 머신 시스템의 연구의 많은 부면(部面)은 생물공학보다는 사회공학의 분야에 속한다. 예컨대 교통사고대책이나 공해대책이나 도시계획 등이 그렇다. 다만 교통사고대책의 많은 부분은 인간의 비교적·생물학적인 특성의 연구에 의존하고 있으며 그러한 것이 이른바 인간공학(人間工學)이다. 반면에 생물공학적인 인간공학 중에는 인공내장과 같이 인체와의 사이에 가장 직접적인 맨 머신 시스템을 형성하는 장치의 연구도 있다.

## 같이 보기
- 인간공학
- 인간-컴퓨터 상호 작용